# Gnathobagrus
Gnathobagrus is een monotypisch geslacht van straalvinnige vissen uit de familie van de stekelmeervallen (Claroteidae).

## Soort
- Gnathobagrus depressus Nichols & Griscom, 1917